# Поліванова Тетяна Олексіївна
Тетя́на Олексі́ївна Поліва́нова (нар. 15 грудня 1960, Прокоп'євськ (нині Кемеровська область, Російська Федерація) — українська архітекторка, кандидатка архітектури (2011), член Національної спілки архітекторів України з 1988 року, дійсна членкиня Української академії архітектури з 2009 року. У 2019—2025 (де-факто у 2019—2022) роках обіймала посаду головного архітектора Харкова.

## Біографія
Тетяна Олексіївна народилася 15 грудня 1960 року в місті Прокоп'євськ (нині Кемеровська область, РФ). Закінчила Харківський інженерно-будівельний інститут у 1983 році. Після завершення навчання працювала в низці архітектурно-проєктних організацій Харкова, зокрема в архітектурній фірмі «AROF» і проєктному центрі «Харків-Проект».
Донька Тетяни Поліванової — Майя Поліванова — пов'язана з компанією AROF та іншими архітектурними фірмами, що надалі співпрацювали з міською владою Харкова. Деякі з компаній, зокрема «Сіті-Дизайн», отримували замовлення на проєктні роботи без конкурсів, що ставало предметом суспільного обговорення.

## Архітектурна діяльність
З 5 лютого 2019 року очолила Департамент містобудування та архітектури Харківської міської ради, змінивши на цій посаді Сергія Чечельницького. Після початку повномасштабного вторгнення Росії до України залишила країну, за непідтвердженими даними, виїхала до Італії, де нібито отримала громадянство. Залишаючись на посаді, не виконувала роботу. Влітку 2023 року в пам'яткоохоронній зоні будівлі «Гігант», посеред тротуару, за межами червоної лінії вулиці розпочалося будівництво, яке порушує Закон України «Про охорону культурної спадщини». Директор Департаменту у справах інформації та зв'язків з громадськістю Харківської міської ради Юрій Сидоренко та мер Харкова Ігор Терехов наказали зупинити будівництво та поінформували, що забудовник нібито має всі необхідні дозволи та містобудівні умови на спорудження нежитлової будівлі висотою до 25 метрів (приблизно 8 поверхів) на 100 % ділянки. На деякий час роботи на об'єкті зупинилися. 25 грудня 2024 року незаконне будівництво відновилося. За даними Харківського антикорупційного центру у пам'яткоохоронній зоні зводиться ресторан ZORI, споруда є капітальною з класом довговічности понад 50 років, що загрожує існуванню, збереженню та екранізації пам'ятки. 8 лютого та 23 березня 2025 року відбулися акції протесту проти незаконної забудови. Однією з вимог протестувальників було звільнення з посади головної архітекторки Харкова Тетяни Поліванової, яка не проконтролювала будівництво. 4 березня 2025 року харківський міський голова Ігор Терехов виконав цю вимогу та звільнив її з посади. Її наступником став директор Департаменту містобудування та архітектури Харківської ОВА та головний архітектор області (у 2019—2025 роках) Антон Коротовських.
Окрім роботи в органах міського самоврядування, була співзасновницею та керівницею кількох архітектурних компаній, зокрема AROF, «Світ проєктів» і «Харків-Проєкт». Частина з них брала участь у тендерах на реалізацію міських проєктів, зокрема й після її від'їзду з Харкова.

### Критика
Діяльність Тетяни Поліванової, як і її бізнес-партнера Сергія Чечельницького, неодноразово критикували громадські активісти, архітектори та журналісти. Зокрема, обидва архітектори згадувалися в контексті домінування на ринку бюджетних архітектурних замовлень у Харкові, відсутності конкурсної відкритості та спірної містобудівної політики. Їм закидали збереження монопольного становища у галузі міського проєктування, а також збереження неформального впливу навіть після офіційного завершення перебування на посадах.
Окремі реалізовані проєкти викликали суспільний резонанс, зокрема реконструкція історичного музею, де зміни до історичної будівлі критикувалися як несумісні з її архітектурною цінністю. У 2012 році всупереч Закону України «Про охорону культурної спадщини» до пам'ятки архітектури та містобудування «Ломбард» (охоронний номер № 7440-Ха, приміщення Харківського історичного музею) розпочалася прибудова скляного куба, який частково поглинув будівлю. У ньому мала розміститися галерея сучасного мистецтва. У 2014 році будівельні роботи зупинили. Через скляну прибудову будівля-пам'ятка дала тріщини, а в приміщення проникає вода. Окрім цього, стіни пам'ятки в цегляному стилі були пофарбовані у жовтий, що спотворило її історичний вигляд. Станом на 2025 рік будівельні роботи досі заморожені.
Окрім цього, Поліванова розробляла проєкт реконструкції саду імені Тараса Шевченка та Харківського зоопарку. Під час реконструкції зелених зон значно зменшили кількість дерев. У саду Шевченка під час реконструкції зник міст пасажу Пащенка-Тряпкіна 1870-х років. На його місці з'явився новий, що навіть не нагадує оригінальний. До цього з'являлися петиції за внесення містка до переліку пам'яток архітектури. Окрім цього, Поліванова дотична до будівництва житлових комплексів, що закрили краєвид з оглядових майданчиків, зокрема Каскаду та колеса огляду в Центральному парку.

### Проєкти
Протягом кар'єри реалізувала низку значущих проєктів, серед яких:
- Будинок Політпросвіти (1985),
- мікрорайон «Сонячний» (1986),
- Будинок спілок у Сумах (1987),
- мікрорайон «Горизонт-3» (1992),
- ресторан «Дракон, який злітає» (1997),
- центр відпочинку «Gelios» (2002),
- житловий комплекс на вулиці Киргизькій, 19 (2004)[33],
- ТРК «Французький Бульвар» на Салтівському шосе, 43 (2004—2005)[34],
- житлова забудова на проспекті Героїв Харкова (2005—2006),
- торгівельно-експозиційний центр «TARGET» (2006),
- реконструкція проспекту Аерокосмічного до Євро-2012,
- оновлення саду імені Тараса Шевченка та Харківського зоопарку (друга половина 2010-х років).